# Pedicularis krylowii
Pedicularis krylowii är en snyltrotsväxtart som beskrevs av Bonati. Pedicularis krylowii ingår i släktet spiror, och familjen snyltrotsväxter. Inga underarter finns listade i Catalogue of Life.